# 津輕石站

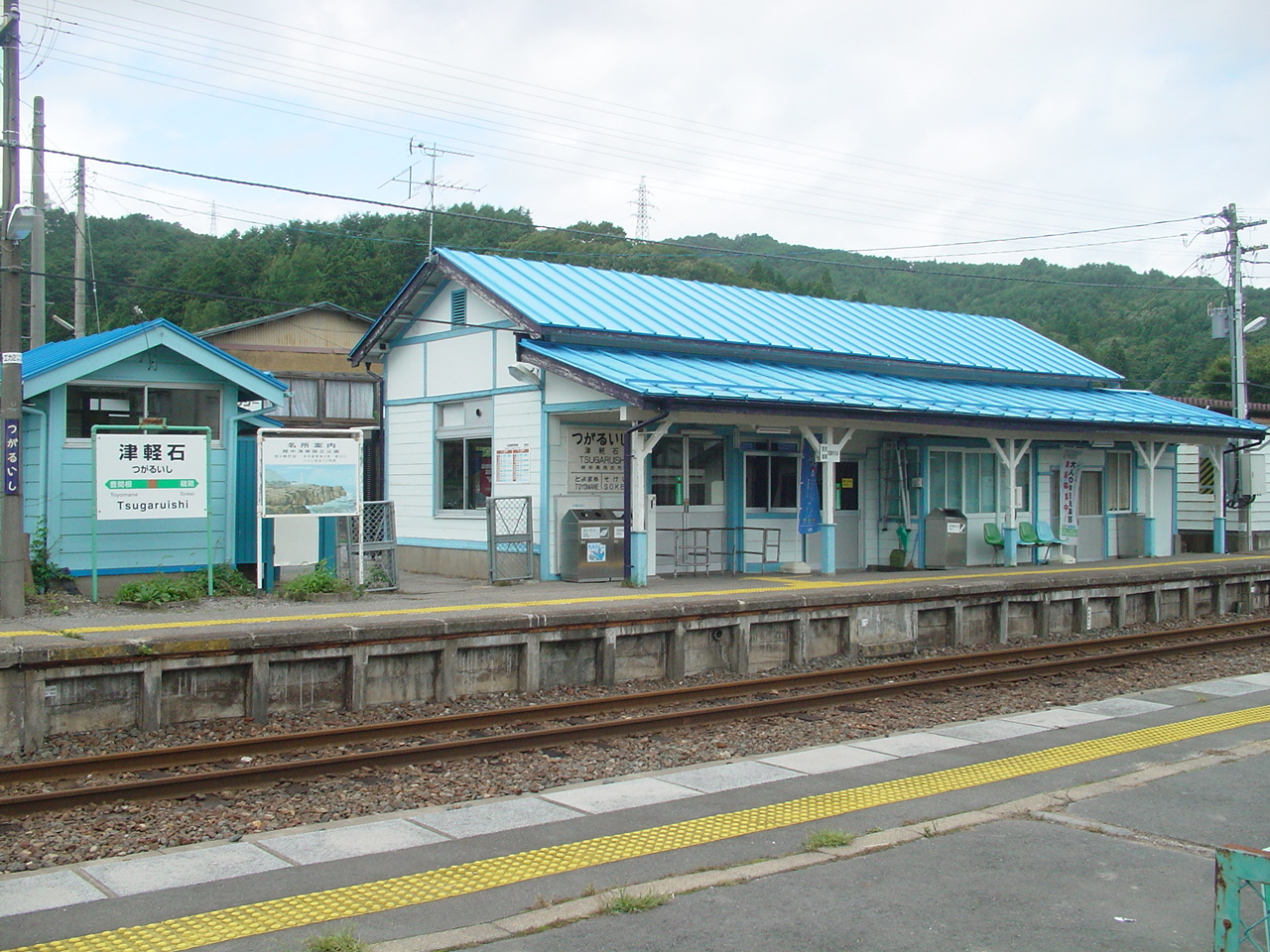
JR時代的車站大樓

津輕石站（日语：／ Tsugaruishi eki */?）是位於岩手縣宮古市津輕石5番60號，三陸鐵道的谷灣線車站。
此站的愛稱為「三文魚之町」。

## 歷史
- 1935年（昭和10年）11月17日：鐵道省山田線車站啟用[1]。
- 1987年（昭和62年）
  - 3月22日：廢除津輕石站長，由宮古站長管理此站。
  - 4月1日：伴隨國鐵分割民營化，車站由東日本旅客鐵道（JR東日本）營運[2][1]。
- 2003年（平成15年）4月1日：成為業務委託車站。
- 2011年（平成23年）3月11日：發生東北地方太平洋近海地震（東日本大震災），使此站暫停營業。同時一架停站中的1647D列車（KiHa100-9・12）因海嘯衝擊而出軌。
- 2019年（平成31年）3月23日：包含此站在內宮古站至釜石站之間重開，同時三陸鐵道繼承該區段[3]。此站變成無人車站。

## 車站構造
此站是地面車站，設有2面2線的相對式月台，可進行列車交會。兩月台之間設有站內平交道連接。

### 月台
| 月台 | 路線    | 上下行 | 方向           |
| ---- | ------- | ------ | -------------- |
| 1    | ■谷灣線 | 下行   | 宮古、久慈方向 |
| 2    | ■谷灣線 | 上行   | 釜石、盛方向   |

## 使用狀況
- 根據「JR東日本」的資料，在接管前的2018年度（平成30年度）一日平均乘車人次為85人[JR 1]。
- 根據「三陸鐵道」的資料，在接管後的2018年度（平成30年度）一年總乘車人次為553人[三陸 1]。

| 乘車人次變化       | 乘車人次變化                 | 乘車人次變化               | 乘車人次變化        |
| 年度               | 1日平均乘車人次 （JR東日本） | 1年總乘車人次 （三陸鐵道） | 參考資料            |
| ------------------ | ---------------------------- | -------------------------- | ------------------- |
| 2000年（平成12年） | 253                          |                            | [ JR 2 ]            |
| 2001年（平成13年） | 222                          | [ JR 3 ]                   |                     |
| 2002年（平成14年） | 190                          | [ JR 4 ]                   |                     |
| 2003年（平成15年） | 187                          | [ JR 5 ]                   |                     |
| 2004年（平成16年） | 193                          | [ JR 6 ]                   |                     |
| 2005年（平成17年） | 183                          | [ JR 7 ]                   |                     |
| 2006年（平成18年） | 170                          | [ JR 8 ]                   |                     |
| 2007年（平成19年） | 171                          | [ JR 9 ]                   |                     |
| 2008年（平成20年） | 172                          | [ JR 10 ]                  |                     |
| 2009年（平成21年） | 161                          | [ JR 11 ]                  |                     |
| 2010年（平成22年） | 153                          | [ JR 12 ]                  |                     |
| 2011年（平成23年） | 沒有發表                     |                            |                     |
| 2012年（平成24年） | 100                          | [ JR 13 ]                  |                     |
| 2013年（平成25年） | 119                          | [ JR 14 ]                  |                     |
| 2014年（平成26年） | 104                          | [ JR 15 ]                  |                     |
| 2015年（平成27年） | 94                           | [ JR 16 ]                  |                     |
| 2016年（平成28年） | 77                           | [ JR 17 ]                  |                     |
| 2017年（平成29年） | 84                           | [ JR 18 ]                  |                     |
| 2018年（平成30年） | 85                           | 553                        | [ JR 1 ] [ 三陸 1 ] |

## 車站周邊
- 岩手縣道41號重茂半島線（日语：岩手県道41号重茂半島線）
- 岩手縣道163號津輕石停車場線（日语：岩手県道163号津軽石停車場線）
- 國道45號
- E45 三陸自動車道
- 津輕石川（日语：津軽石川） - 宮古灣（日语：宮古湾）的最深處。在本州中最多三文魚逆流而上的河川。
- 宮古市政廳津輕石出張所、津輕石公民館
- 津輕石郵局
- 盛合家住宅（日语：盛合家住宅）
- 宮古市立津輕石小學
- 岩手縣立宮古工業高等學校（日语：岩手県立宮古工業高等学校）

## 相鄰車站
三陸鐵道
■谷灣線
拂川－津輕石－八木澤·宮古短大

## 注腳

### 使用狀況
JR東日本
1. 1 2  . 東日本旅客鐵道.   [2019-07-20]. （原始内容存档于2019-07-05） （日语）.
2. ↑  . 東日本旅客鐵道.   [2018-03-08]. （原始内容存档于2017-08-08） （日语）.
3. ↑  . 東日本旅客鐵道.   [2018-03-08]. （原始内容存档于2019-04-02） （日语）.
4. ↑  . 東日本旅客鐵道.   [2018-03-08]. （原始内容存档于2019-04-02） （日语）.
5. ↑  . 東日本旅客鐵道.   [2018-03-08]. （原始内容存档于2019-04-02） （日语）.
6. ↑  . 東日本旅客鐵道.   [2018-03-08]. （原始内容存档于2019-04-02） （日语）.
7. ↑  . 東日本旅客鐵道.   [2018-03-08]. （原始内容存档于2017-08-08） （日语）.
8. ↑  . 東日本旅客鐵道.   [2018-03-08]. （原始内容存档于2019-03-27） （日语）.
9. ↑  . 東日本旅客鐵道.   [2018-03-08]. （原始内容存档于2017-08-08） （日语）.
10. ↑  . 東日本旅客鐵道.   [2018-03-08]. （原始内容存档于2019-04-02） （日语）.
11. ↑  . 東日本旅客鐵道.   [2018-03-08]. （原始内容存档于2019-04-02） （日语）.
12. ↑  . 東日本旅客鐵道.   [2018-03-08]. （原始内容存档于2016-03-27） （日语）.
13. ↑  . 東日本旅客鐵道.   [2018-03-08]. （原始内容存档于2019-04-02） （日语）.
14. ↑  . 東日本旅客鐵道.   [2018-03-08]. （原始内容存档于2016-03-04） （日语）.
15. ↑  . 東日本旅客鐵道.   [2018-03-08]. （原始内容存档于2019-03-26） （日语）.
16. ↑  . 東日本旅客鐵道.   [2018-03-08]. （原始内容存档于2017-08-12） （日语）.
17. ↑  . 東日本旅客鐵道.   [2018-03-08]. （原始内容存档于2017-10-01） （日语）.
18. ↑  . 東日本旅客鐵道.   [2019-02-13]. （原始内容存档于2019-03-25） （日语）.

三陸鐵道
1. 1 2   (PDF). 宮古市の統計 令和元年版. 宮古市: 50. 2020-04-22  [2020-07-10]. （原始内容存档 (PDF)于2021-09-28） （日语）.

## 外部連結
- 車站·周邊資訊【津輕石站】 （页面存档备份，存于）（日語）：三陸鐵道